# 中村秀樹
中村 秀樹（なかむら ひでき、1950年（昭和25年）8月6日 - 2018年（平成30年）12月10日）は、日本の元海上自衛官（2等海佐）。軍事史家。

## 経歴
1950年（昭和25年）福岡県生まれ。福岡県立鞍手高校を経て1974年（昭和49年）防衛大学校卒業（18期生）後、海上自衛隊に入隊。2年間の護衛艦勤務の後、潜水艦幹部としての経歴を重ねる。潜水艦「おおしお」機関士、船務士、水雷士、潜水艦「やえしお」水雷長、第2潜水隊群通信幕僚、潜水艦「もちしお」船務長、潜水艦「たかしお」副長、潜水艦「あらしお」艦長を歴任する。潜水艦以外では、海幕技術部、護衛艦隊幕僚、情報本部分析官、幹部学校教官等を勤め、防衛研究所戦史部を最後に2005年（平成17年）に2等海佐で退官。5年間の豪州パース生活の後、福岡で著述や講演活動した。
2018年（平成30年）12月10日、東京都内において癌の為死去。

## 著書
- 『本当の潜水艦の戦い方 優れた用兵者が操る特異な艦種』光人社<NF文庫>、2006年。 ISBN 4-7698-2493-9
- 『本当の特殊潜航艇の戦い その特性を封じた無謀な用兵』光人社<NF文庫>、2007年。ISBN 978-4-7698-2533-3
- 『これが潜水艦だ 海上自衛隊の最強兵器の本質と現実』光人社<NF文庫>、2008年。ISBN 978-4-7698-2571-5
- 『自衛隊が世界一弱い38の理由 元エース潜水艦長の告発』文藝春秋、2009年。 ISBN 978-4-16-370790-7
- 『尖閣諸島沖海戦 自衛隊は中国軍とこのように戦う』光人社、2011年。ISBN 978-4-7698-1498-6
- 『第二次日露戦争 失われた国土を取りもどす戦い』光人社、2013年。ISBN 978-4-7698-2810-5
- 『日韓戦争 備えなければ憂いあり』光人社、2014年。ISBN 978-4-7698-2860-0
- 『潜水艦完全ファイル』笠倉出版、2015年。ISBN 978-4-7730-8757-4
- 『新説　ミッドウェー海戦」光人社、２０１６年。ISBN 978-4-7698-2965-2
- 『日本の軍事力　自衛隊のほんとうの実力』KKベストセラーズ、２０１7年。ISBN 978-4-584-12557-1
- 『潜水艦　アジア有事の最終兵器』笠倉出版社、２０１７年。ISBN 978-4-7730-5872-7
- 月刊『実業界』２００７年から２００８年　「常在戦場」２４回連載。

### 監修
- 『日英蘭 奇跡の出会い－海に眠る父を求めて』学習研修社、2007年。ISBN 978-4-05-403410-5